# Colinus
Colinus és un gènere d'ocells de la família dels odontofòrids (Odontophoridae). Aquests colins habiten principalment en zones de praderies i sabanes des dels Estats Units fins al nord d'Amèrica del Sud.

## Llista d'espècies
S'han descrit 4 espècies dins aquest gènere:
- Colinus cristatus - Colí crestat.
- Colinus leucopogon - Colí gorjablanc.
- Colinus nigrogularis - Colí gorjanegre.
- Colinus virginianus - Colí de Virgínia.